# 이이씨

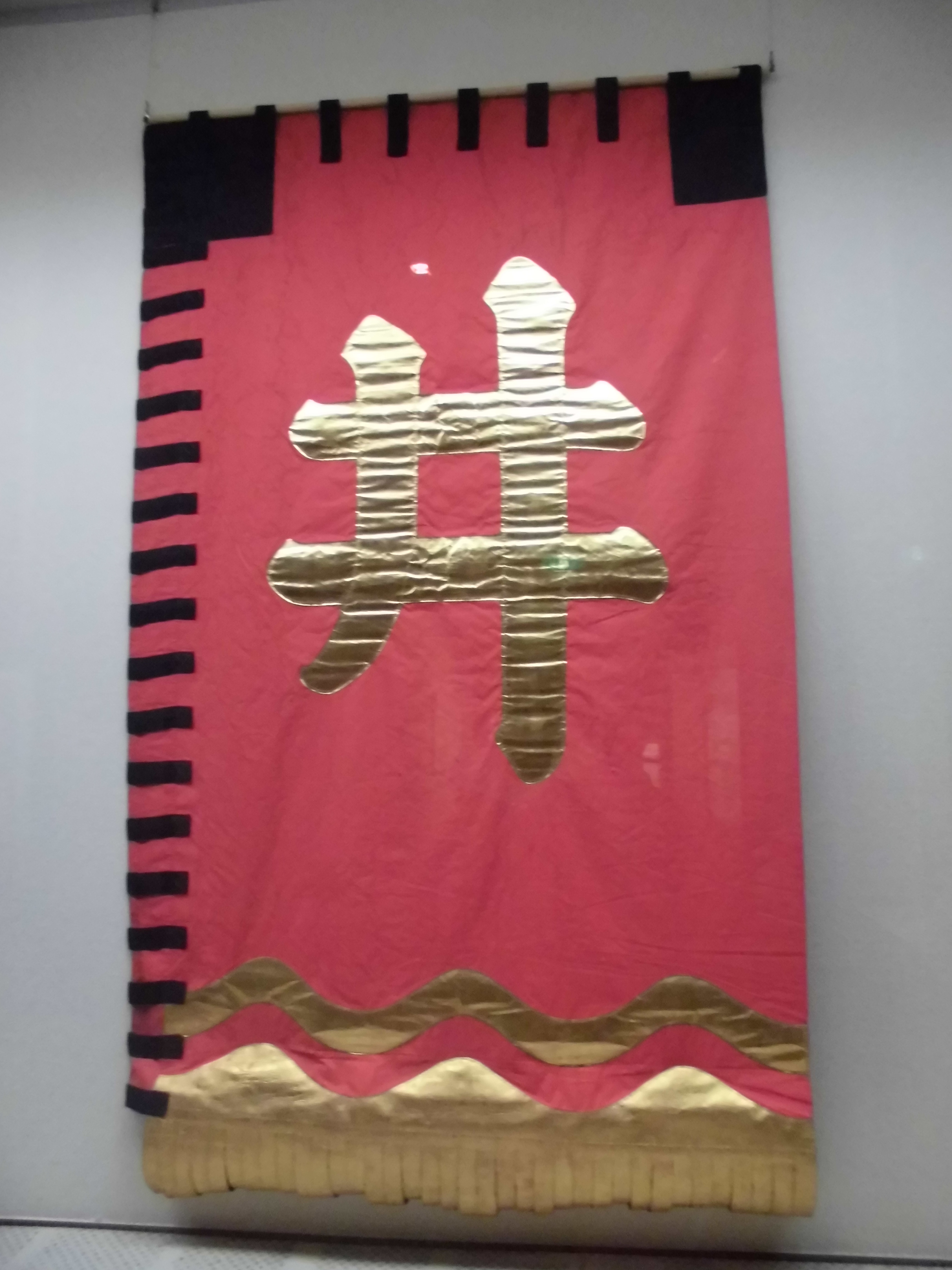
이이 씨의 군기

이이 씨(井伊氏)는 일본의 씨족이며 종가는 오미국 히코네번주를 지냈다.

## 같이 보기
- 아카조나에
- 히코네성
- 히코냥